# Cotter (Arkansas)
Cotter és una població dels Estats Units a l'estat d'Arkansas. Segons el cens del 2000 tenia 921 habitants.

## Demografia
Segons el cens del 2000, Cotter tenia 921 habitants, 443 habitatges, i 265 famílies. La densitat de població era de 144 habitants/km².
Dels 443 habitatges en un 20,8% hi vivien nens de menys de 18 anys, en un 48,5% hi vivien parelles casades, en un 8,6% dones solteres, i en un 40% no eren unitats familiars. En el 35,4% dels habitatges hi vivien persones soles el 16,7% de les quals corresponia a persones de 65 anys o més que vivien soles. El nombre mitjà de persones vivint en cada habitatge era de 2,08 i el nombre mitjà de persones que vivien en cada família era de 2,67.
Per edats la població es repartia de la següent manera: un 19,7% tenia menys de 18 anys, un 8,7% entre 18 i 24, un 24,8% entre 25 i 44, un 26,7% de 45 a 60 i un 20,2% 65 anys o més.
L'edat mediana era de 43 anys. Per cada 100 dones de 18 o més anys hi havia 99,5 homes.
La renda mediana per habitatge era de 22.857 $ i la renda mediana per família de 34.375 $. Els homes tenien una renda mediana de 26.298 $ mentre que les dones 17.266 $. La renda per capita de la població era de 15.893 $. Entorn de l'11,9% de les famílies i el 16,8% de la població estaven per davall del llindar de pobresa.

## Poblacions més properes
El següent diagrama mostra les poblacions més properes.